# Druckmembran
Eine Druckmembran (über spätmittelhochdeutsch membrāne „Pergamentstück“ aus lateinisch membrāna „Häutchen“) ist ein undurchlässiges, bewegliches Bauteil in der Mess- und Fördertechnik.

## Eigenschaften

Animation einer Membranpumpe (Membran schwarz)

Schematische Skizze eines Membranventils in Mittelstegausführung (Membran in schwarz)

Druckmembranen werden meist aus Kunststoff, teils aber auch aus Metall gefertigt. Sie haben den Vorteil, dass sie gleichzeitig Kraft übertragen und dichten.
Zudem liegen die weiteren mechanischen Bauteile einer Installation außerhalb des zu messenden oder zu fördernden Mediums, wodurch weniger Totraum entsteht, Verschmutzungen vermieden werden und andere Materialien verwendet werden können, da es nicht zu Wechselwirkungen mit dem Medium kommt.

## Anwendungen
Eine häufige Anwendung ist die Membranpumpe zur Förderung von Flüssigkeiten bzw. Gasen, die besonders unempfindlich gegen Dauerbeanspruchung und Verunreinigungen im Fördergut ist.
Vergleichbare Vorteile bietet das Membranventil, das eine Möglichkeit darstellt, Fluide (Gase, Dampf, Flüssigkeiten) zu steuern. Insbesondere hochviskose und/oder hochhaftfähige Medien werden damit z. B. verteilt oder dosiert.
Ein weiteres wichtiges Einsatzgebiet ist die Druckmessung. Auch hier wird der Vorteil der gleichzeitigen Abdichtung genutzt. Ein Beispiel ist das Membranmanometer. Dabei wird der Gasdruck gemessen, indem er ein dünnes Blech verbiegt und dadurch einen Zeiger dreht.